# Protopolybia duckeiana
Protopolybia duckeiana är en getingart som beskrevs av Richards 1978. Protopolybia duckeiana ingår i släktet Protopolybia och familjen getingar. Inga underarter finns listade i Catalogue of Life.